# 질 아이켄베리
질 아이켄베리(Jill Eikenberry, 1947년 1월 21일 ~ )는 미국의 배우이다. 드라마 《L.A. 로》에서 변호사 앤 켈시 역을 맡았으며, 이 역을 통해 에미상 5회 후보, 골든 글로브상 4회 후보 지명되었다. 그리고 1989 골든 글로브상 시상식에서 텔레비전 드라마부문 여우주연상을 수상했다.

## 영화
- 독신녀 에리카
- 미스터 아더
- 영 어덜트

## 텔레비전
- L.A. 로
- 배트맨 비욘드
- 저징 에이미
- 넘버스 (드라마)
- 바디 오브 프루프
- 굿 파이트
- L.A. 로